# Stanislaus Bender

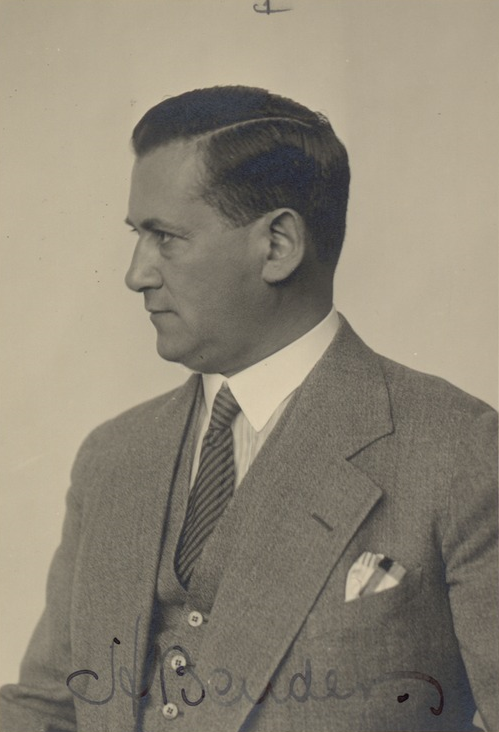
Stanislaus Bender (1932)

Stanislaus Bender (geboren 1882 in Łodz; gestorben am 8. Februar 1975 in München; auch Stanislaw Bender) war ein polnischer Kunstmaler, Zeichner und Lithograf.

## Leben
Benders Vater war Kaufmann. Diesen Beruf sollte auch Stanislaus Bender ergreifen, dessen Kunst-Begabung sich jedoch schon früh zeigte. Er machte eine Lehre als Zeichner und Lithograph in Łodz, ab 1904 studierte an der Académie Julian in Paris bei Jean Paul Laurens und Jules-Joseph Lefebvre; gleichzeitig arbeitete er für die Firma Bergeron. Von 1909 bis 1911 studierte Bender an der Kunstakademie München bei Peter Halm und Ludwig von Herterich. 1906 heiratete Bender Jadwiga Freistadt, 1909 kam die Tochter Marylka auf die Welt. Nach dem Abschluss des Studiums 1911 zog Bender für drei Jahre nach Zagłębie Dąbrowskie, 1914 kehrte er nach München zurück und eröffnete ein Reklameatelier in der Isabellastraße. 1919 starb Benders Ehefrau an der Spanischen Grippe.
Bender wurde insbesondere im Bereich der Reklamegrafik bekannt, seine Gemälde, die sich oft traditionellen jüdischen Themen widmeten, waren insbesondere in jüdischen Kreisen beliebt. Daneben arbeitete er auch als zugelassener Dolmetscher für Polnisch und Russisch.
1937 emigrierten Bender und seine Tochter nach Frankreich, 1940 konnten sie sich vor der einrückenden deutschen Wehrmacht in Lourdes verstecken. Mithilfe des Bischofs von Lourdes konnten sie von dort fliehen, als sie entdeckt wurden, und es gelang ihnen, in einen südfranzösischen Ort zu entkommen, wo sie bis 1946 unter falschem Namen lebten. 1947 malte Bender zum Dank ein Wandfresko in der Saint-Bernadette-Kapelle der Église du Sacré-Cœur in Lourdes. Bis 1948 lebten die Benders in Paris, bevor Marylka Bender heiratete und wieder nach München zog, Stanislaus Bender folgte ihr. Später zogen Bender und seine Tochter mit Familie wieder nach Frankreich, in den 1950er Jahren wohnte Stanislaus Bender in Neuilly-sur-Seine, wo er 1962 auch eine Werkstatt eröffnete; er schuf hier ausschließlich Gebrauchsgrafik.